# McDonald County
Das McDonald County ist ein County im US-amerikanischen Bundesstaat Missouri. Im Jahr 2020 hatte das County 23.303 Einwohner und eine Bevölkerungsdichte von 16,7 Einwohnern pro Quadratkilometer. Der Verwaltungssitz (County Seat) ist Pineville.
Das McDonald County ist Bestandteil der Metropolregion Fayetteville–Springdale–Rogers in Missouri und Arkansas.

## Geografie
Das County liegt im äußersten Südwesten von Missouri in den Ozarks, grenzt im Süden an Arkansas und im Westen an Oklahoma. Es hat eine Fläche von 1398 Quadratkilometern ohne nennenswerte Wasserfläche. An das McDonald County grenzen folgende Nachbarcountys:
| Ottawa County (Oklahoma)   | Newton County            |              |
| Delaware County (Oklahoma) |                          | Barry County |
|                            | Benton County (Arkansas) |              |

## Geschichte
Das McDonald County wurde 1849 auf einem ehemaligen Teil des Newton County gebildet. Benannt wurde es nach Alexander McDonald, einem Offizier im Amerikanischen Unabhängigkeitskrieg.

## Demografische Daten
Nach der Volkszählung im Jahr 2010 lebten im McDonald County 23.083 Menschen in 8.057 Haushalten. Die Bevölkerungsdichte betrug 16,5 Einwohner pro Quadratkilometer. In den 8.057 Haushalten lebten statistisch je 2,84 Personen.
Ethnisch betrachtet setzte sich die Bevölkerung zusammen aus 85,0 Prozent Weißen, 0,6 Prozent Afroamerikanern, 2,9 Prozent amerikanischen Ureinwohnern, 0,8 Prozent Asiaten sowie aus anderen ethnischen Gruppen; 3,2 Prozent stammten von zwei oder mehr Ethnien ab. Unabhängig von der ethnischen Zugehörigkeit waren 11,2 Prozent der Bevölkerung spanischer oder lateinamerikanischer Abstammung.
28,2 Prozent der Bevölkerung waren unter 18 Jahre alt, 60,0 Prozent waren zwischen 18 und 64 und 11,8 Prozent waren 65 Jahre oder älter. 49,2 Prozent der Bevölkerung war weiblich.

Das jährliche Durchschnittseinkommen eines Haushalts lag bei 32.866 USD. Das Prokopfeinkommen betrug 17.056 USD. 21,5 Prozent der Einwohner lebten unterhalb der Armutsgrenze.

## Ortschaften im McDonald County
Citys
| - Anderson - Goodman - Lanagan | - Noel - Pineville - Southwest City |

Villages
- Ginger Blue
- Jane

Unincorporated Communitys
| - Bethlehem - Bethpage - Bosky Dell - Caverna - Cove - Coy - Crag O Lea - Cyclone - Deep Ford | - Elk Springs - Elliff - Erie - Griffin Ford - Hart - Havenhurst - Jacket - Kelley Springs - Longview | - May - McCullough Ford - McNatt - Meadors Ford - Mount Shira - Pack - Plainview - Poole Ford - Powell | - Riverside Inn - Rocky Comfort - Saratoga - Simcoe - Splitlog - Spring Valley - Sugar Beach - Tiff City |

## Gliederung
Das McDonald County ist in 19 Townships eingeteilt:
| Township                | Einwohner (2010) | FIPS     |
| ----------------------- | ---------------- | -------- |
| Anderson East Township  | 1789             | 29-01236 |
| Anderson West Township  | 1772             | 29-01237 |
| Buffalo Hart Township   | 442              | 29-09613 |
| Buffalo May Township    | 490              | 29-09617 |
| Center Township         | 673              | 29-12574 |
| Elk Horn Township       | 1390             | 29-21700 |
| Elk River East Township | 1413             | 29-21792 |
| Elk River West Township | 1982             | 29-21794 |
| Erie Goodman Township   | 2207             | 29-22550 |
| Erie McNatt Township    | 385              | 29-22554 |

| Township                   | Einwohner (2010) | FIPS     |
| -------------------------- | ---------------- | -------- |
| McMillen Coy Township      | 1206             | 29-45240 |
| McMillen Tiff Township     | 376              | 29-45246 |
| Mountain Township          | 1382             | 29-50384 |
| Pineville Lanagan Township | 734              | 29-57840 |
| Pineville North Township   | 1576             | 29-57843 |
| Pineville South Township   | 1191             | 29-57846 |
| Prairie Township           | 1713             | 29-59600 |
| Richwood Township          | 638              | 29-61760 |
| White Rock Township        | 1724             | 29-79540 |
|                            |                  |          |